# Björn Meidal
Björn Meidal, född 16 maj 1948 i Njurunda församling, är en svensk Strindbergsforskare och professor i litteraturvetenskap vid Uppsala universitet. 

## Biografi
1982 disputerade Björn Meidal på en avhandling om Strindbergsfejden. Han har därefter varit redaktör för otaliga utgåvor om författaren, bland annat flera volymer  med Strindbergs brev (XVI-XXII). Han har innehaft gästprofessurer vid bl. a. Åbo Akademi, Humboldt-Universität i Berlin, Catholic University, Washington, D.C., University of Pennsylvania, Philadelphia, och University of Maryland i USA. 1995–2008 var han ordförande för Strindbergssällskapet. 

## Utmärkelser
Meidals fotografiska biografi "Strindbergs världar" tilldelades 2012 Svenska Publishing-Priset samt nominerades samma år till Stora fackbokspriset. 2012 mottog Meidal Strindbergspriset och 2014 Svenska Akademiens Doblougska priset.

## Familj
Björn Meidal är gift med diplomaten Ruth Jacoby och far till skådespelaren Hannes Meidal.

## Verk i urval
- Från profet till folktribun. Strindberg och Strindbergsfejden 1910-1912. (1982)
- Heroer på offentlighetens scen. Politiker och publicister i Sverige 1809-1914. (Tillsammans med Kurt Johannesson, Eric Johannesson och Jan Stenkvist, 1988)
- Nils Holgersson flyger igen. (Tillsammans med Leif Zetterling, 1988)
- August Strindbergs kokbok. (1998)
- Vänligen August Strindberg. Ett år - ett liv i brev. (Tillsammans med Carl-Olof Johansson, 1999)
- August Strindberg - A Writer for the World. (2000)
- Katten i svensk poesi (2002)
- God dag, mitt barn! Berättelsen om August Strindberg, Harriet Bosse och deras dotter Ann-Marie. (2002)
- Strindbergs världar. (Bildredaktör Bengt Wanselius, 2012)
- The Worlds of August Strindberg. (Bildredaktör Bengt Wanselius, 2012)
- Käre Strix! Broder Lars! Berättelsen om August Strindberg och Carl Larsson. (2022)